# Fußball-Weltmeisterschaft 1978/Italien
Die italienische Fußballnationalmannschaft bei der Fußball-Weltmeisterschaft 1978 in Argentinien:

## Qualifikation
Italien konnte sich für diese WM nur über das bessere Torverhältnis gegenüber den punktgleichen Engländern qualifizieren. Beide Spiele gegen England gingen mit 2:0 Siegen für die jeweilige Heimmannschaft zu Ende. England musste zum zweiten Mal in Folge bei einem WM-Turnier zusehen.
Die Qualifikationsspiele der italienischen Mannschaft auf dem Weg zur WM 1978:
| Pl. | Land      | Tore  | Pkt.  |
| --- | --------- | ----- | ----- |
| 1   | Italien   | 18:04 | 10:02 |
| 2   | England   | 15:04 | 10:02 |
| 3   | Finnland  | 11:16 | 04:08 |
| 4   | Luxemburg | 02:22 | 00:12 |

| 16.10.1976 | Luxemburg | Luxemburg | – | Italien   | 1:4 (0:2) |
| 17.11.1976 | Rom       | Italien   | – | England   | 2:0 (1:0) |
| 08.06.1977 | Helsinki  | Finnland  | – | Italien   | 0:3 (0:1) |
| 15.10.1977 | Turin     | Italien   | – | Finnland  | 6:1 (3:0) |
| 16.11.1977 | London    | England   | – | Italien   | 2:0 (1:0) |
| 03.12.1977 | Rom       | Italien   | – | Luxemburg | 3:0 (2:0) |

## Aufgebot
| Nr.               | Name                 | Verein vor WM-Beginn | Geburtstag | Spiele   | Tore     | Gelbe Karte | Rote Karte |
| Torhüter          | Torhüter             | Torhüter             | Torhüter   | Torhüter | Torhüter | Torhüter    | Torhüter   |
| ----------------- | -------------------- | -------------------- | ---------- | -------- | -------- | ----------- | ---------- |
| 1                 | Dino Zoff            | Juventus Turin       | 28.02.1942 | 7        | 0        | 0           | 0          |
| 12                | Paolo Conti          | AS Rom               | 01.04.1950 | 0        | 0        | 0           | 0          |
| 22                | Ivano Bordon         | Inter Mailand        | 13.04.1951 | 0        | 0        | 0           | 0          |
| Abwehrspieler     |                      |                      |            |          |          |             |            |
| 2                 | Mauro Bellugi        | FC Bologna           | 07.02.1950 | 5        | 0        | 0           | 0          |
| 3                 | Antonio Cabrini      | Juventus Turin       | 08.10.1957 | 7        | 0        | 0           | 0          |
| 4                 | Antonello Cuccureddu | Juventus Turin       | 04.10.1949 | 5        | 0        | 0           | 0          |
| 5                 | Claudio Gentile      | Juventus Turin       | 27.09.1953 | 7        | 0        | 0           | 0          |
| 6                 | Aldo Maldera         | AC Mailand           | 14.10.1953 | 1        | 0        | 0           | 0          |
| 7                 | Lionello Manfredonia | Lazio Rom            | 27.11.1956 | 0        | 0        | 0           | 0          |
| 8                 | Gaetano Scirea       | Juventus Turin       | 25.05.1953 | 7        | 0        | 0           | 0          |
| Mittelfeldspieler |                      |                      |            |          |          |             |            |
| 9                 | Giancarlo Antognoni  | AC Florenz           | 01.04.1954 | 5        | 0        | 0           | 0          |
| 10                | Romeo Benetti        | Juventus Turin       | 20.10.1945 | 6        | 1        | 0           | 0          |
| 11                | Eraldo Pecci         | Torino Calcio        | 12.04.1955 | 0        | 0        | 0           | 0          |
| 13                | Patrizio Sala        | Torino Calcio        | 16.06.1955 | 1        | 0        | 0           | 0          |
| 14                | Marco Tardelli       | Juventus Turin       | 24.09.1954 | 6        | 0        | 1           | 0          |
| 15                | Renato Zaccarelli    | Torino Calcio        | 18.01.1951 | 5        | 1        | 0           | 0          |
| 16                | Franco Causio        | Juventus Turin       | 01.02.1949 | 7        | 1        | 0           | 0          |
| 17                | Claudio Sala         | Torino Calcio        | 08.09.1947 | 2        | 0        | 0           | 0          |
| Stürmer           |                      |                      |            |          |          |             |            |
| 18                | Roberto Bettega      | Juventus Turin       | 27.12.1950 | 7        | 2        | 0           | 0          |
| 19                | Francesco Graziani   | Torino Calcio        | 16.12.1952 | 3        | 0        | 0           | 0          |
| 20                | Paolino Pulici       | Torino Calcio        | 27.04.1950 | 0        | 0        | 0           | 0          |
| 21                | Paolo Rossi          | Vicenza Calcio       | 23.09.1956 | 7        | 3        | 0           | 0          |
| Trainer           |                      |                      |            |          |          |             |            |
|                   | Enzo Bearzot         |                      | 26.09.1927 |          |          |             |            |

## Italienische Spiele bei der WM 1978

### Vorrunde

#### Italien – Frankreich 2:1 (1:1)
| Italien                                                                   | Italien | Frankreich | Frankreich |
| ------------------------------------------------------------------------- | --- | --- | ---------- |
| Italien                                                                   | \| 1. Gruppenspiel \| \| Freitag: 2. Juni 1978 um 13:45 Uhr in Mar del Plata (Estadio Mundialista) \| \| Zuschauer: 42.373 \| \| Schiedsrichter: Nicolae Rainea ( Rumänien) \| \| Spielbericht \|                                 | \| 1. Gruppenspiel \| \| Freitag: 2. Juni 1978 um 13:45 Uhr in Mar del Plata (Estadio Mundialista) \| \| Zuschauer: 42.373 \| \| Schiedsrichter: Nicolae Rainea ( Rumänien) \| \| Spielbericht \|                                                             | Frankreich |
| Italien                                                                   | Dino Zoff – Gaetano Scirea – Claudio Gentile, Mauro Bellugi, Antonio Cabrini – Romeo Benetti, Giancarlo Antognoni (46. Renato Zaccarelli), Marco Tardelli – Franco Causio, Paolo Rossi, Roberto Bettega Cheftrainer: Enzo Bearzot | Jean-Paul Bertrand-Demanes – Marius Trésor – Gérard Janvion, Patrice Rio, Maxime Bossis – Henri Michel, Jean-Marc Guillou, Michel Platini – Christian Dalger, Bernard Lacombe (72. Marc Berdoll), Didier Six (76. Olivier Rouyer) Cheftrainer: Michel Hidalgo | Frankreich |
| Italien                                                                   | 1:1 Rossi (29.) 2:1 Zaccarelli (54.) | 0:1 Lacombe (1.) | Frankreich |
| Italien                                                                   | Tardelli (35.) | Michel (??.), Platini (60.) | Frankreich |
| 1. Gruppenspiel                                                           | | |            |
| Freitag: 2. Juni 1978 um 13:45 Uhr in Mar del Plata (Estadio Mundialista) | | |            |
| Zuschauer: 42.373                                                         | | |            |
| Schiedsrichter: Nicolae Rainea ( Rumänien)                                | | |            |
| Spielbericht                                                              | | |            |

#### Italien – Ungarn 3:1 (2:0)
| Italien                                                                    | Italien | Ungarn | Ungarn |
| -------------------------------------------------------------------------- | --- | --- | ------ |
| Italien                                                                    | \| 2. Gruppenspiel \| \| Dienstag: 6. Juni 1978 um 13:45 Uhr in Mar del Plata (Estadio Mundialista) \| \| Zuschauer: 26.533 \| \| Schiedsrichter: Ramón Barreto ( Uruguay) \| \| Spielbericht \|                                                             | \| 2. Gruppenspiel \| \| Dienstag: 6. Juni 1978 um 13:45 Uhr in Mar del Plata (Estadio Mundialista) \| \| Zuschauer: 26.533 \| \| Schiedsrichter: Ramón Barreto ( Uruguay) \| \| Spielbericht \|                                        | Ungarn |
| Italien                                                                    | Dino Zoff – Gaetano Scirea – Claudio Gentile, Mauro Bellugi, Antonio Cabrini (75. Antonello Cuccureddu) –Romeo Benetti, Giancarlo Antognoni, Marco Tardelli – Franco Causio, Paolo Rossi, Roberto Bettega (83. Francesco Graziani) Cheftrainer: Enzo Bearzot | Ferenc Mészáros – István Kocsis – Győző Martos, Zoltán Kereki , József Tóth – Károly Csapó, Sándor Pintér, Sándor Zombori – László Pusztai, László Fazekas (46. István Halász), László Nagy (46. András Tóth) Cheftrainer: Lajos Baróti | Ungarn |
| Italien                                                                    | 1:0 Rossi (34.) 2:0 Bettega (36.) 3:0 Benetti (60.) | 3:1 A.Tóth (81., Foulelfmeter) | Ungarn |
| Italien                                                                    | Zombori (26.), Martos (64.) | | Ungarn |
| 2. Gruppenspiel                                                            | | |        |
| Dienstag: 6. Juni 1978 um 13:45 Uhr in Mar del Plata (Estadio Mundialista) | | |        |
| Zuschauer: 26.533                                                          | | |        |
| Schiedsrichter: Ramón Barreto ( Uruguay)                                   | | |        |
| Spielbericht                                                               | | |        |

#### Italien – Argentinien 1:0 (0:0)
| Italien                                                                  | Italien | Argentinien | Argentinien |
| ------------------------------------------------------------------------ | --- | --- | ----------- |
| Italien                                                                  | \| 3. Gruppenspiel \| \| Samstag: 10. Juni 1978 um 19:15 Uhr in Buenos Aires (Estadio Monumental) \| \| Zuschauer: 71.712 \| \| Schiedsrichter: Abraham Klein ( Israel) \| \| Spielbericht \|                                                              | \| 3. Gruppenspiel \| \| Samstag: 10. Juni 1978 um 19:15 Uhr in Buenos Aires (Estadio Monumental) \| \| Zuschauer: 71.712 \| \| Schiedsrichter: Abraham Klein ( Israel) \| \| Spielbericht \|                                             | Argentinien |
| Italien                                                                  | Dino Zoff – Gaetano Scirea – Claudio Gentile, Mauro Bellugi (6. Antonello Cuccureddu), Antonio Cabrini –Romeo Benetti, Giancarlo Antognoni (73. Renato Zaccarelli), Marco Tardelli – Franco Causio, Paolo Rossi, Roberto Bettega Cheftrainer: Enzo Bearzot | Ubaldo Fillol – Daniel Passarella – Jorge Olguín, Luis Galván, Alberto Tarantini – Osvaldo Ardiles, Américo Gallego, José Daniel Valencia – Daniel Bertoni, Mario Kempes, Oscar Ortiz (72. René Houseman) Cheftrainer: César Luis Menotti | Argentinien |
| Italien                                                                  | 1:0 Bettega (67.) | | Argentinien |
| Italien                                                                  | Benetti (60.) | | Argentinien |
| 3. Gruppenspiel                                                          | | |             |
| Samstag: 10. Juni 1978 um 19:15 Uhr in Buenos Aires (Estadio Monumental) | | |             |
| Zuschauer: 71.712                                                        | | |             |
| Schiedsrichter: Abraham Klein ( Israel)                                  | | |             |
| Spielbericht                                                             | | |             |

Italien wurde ohne Punktverlust Gruppenerster vor Gastgeber Argentinien.

### Zweite Finalrunde (Gruppe A)

#### Deutschland – Italien 0:0
| Deutschland                                                               | Deutschland | Italien | Italien |
| ------------------------------------------------------------------------- | --- | --- | ------- |
| Deutschland                                                               | \| 1. Gruppenspiel \| \| Mittwoch: 14. Juni 1978 um 13:45 Uhr in Buenos Aires (Estadio Monumental) \| \| Zuschauer: 67.547 \| \| Schiedsrichter: Dušan Maksimović ( Jugoslawien) \| \| Spielbericht \|                                            | \| 1. Gruppenspiel \| \| Mittwoch: 14. Juni 1978 um 13:45 Uhr in Buenos Aires (Estadio Monumental) \| \| Zuschauer: 67.547 \| \| Schiedsrichter: Dušan Maksimović ( Jugoslawien) \| \| Spielbericht \|                            | Italien |
| Deutschland                                                               | Sepp Maier – Manfred Kaltz – Berti Vogts , Rolf Rüssmann, Bernard Dietz – Rainer Bonhof, Heinz Flohe (68. Erich Beer), Herbert Zimmermann (53. Harald Konopka) – Karl-Heinz Rummenigge, Klaus Fischer, Bernd Hölzenbein Cheftrainer: Helmut Schön | Dino Zoff – Gaetano Scirea – Claudio Gentile, Mauro Bellugi, Antonio Cabrini – Romeo Benetti, Marco Tardelli, Giancarlo Antognoni (46. Renato Zaccarelli) – Franco Causio, Paolo Rossi, Roberto Bettega Cheftrainer: Enzo Bearzot | Italien |
| 1. Gruppenspiel                                                           | | |         |
| Mittwoch: 14. Juni 1978 um 13:45 Uhr in Buenos Aires (Estadio Monumental) | | |         |
| Zuschauer: 67.547                                                         | | |         |
| Schiedsrichter: Dušan Maksimović ( Jugoslawien)                           | | |         |
| Spielbericht                                                              | | |         |

#### Italien – Österreich 1:0 (1:0)
| Italien                                                                  | Italien | Österreich | Österreich |
| ------------------------------------------------------------------------ | --- | --- | ---------- |
| Italien                                                                  | \| 2. Gruppenspiel \| \| Sonntag: 18. Juni 1978 um 16:45 Uhr in Buenos Aires (Estadio Monumental) \| \| Zuschauer: 66.695 \| \| Schiedsrichter: Francis Rion ( Belgien) \| \| Spielbericht \|                                                               | \| 2. Gruppenspiel \| \| Sonntag: 18. Juni 1978 um 16:45 Uhr in Buenos Aires (Estadio Monumental) \| \| Zuschauer: 66.695 \| \| Schiedsrichter: Francis Rion ( Belgien) \| \| Spielbericht \|                                                     | Österreich |
| Italien                                                                  | Dino Zoff – Gaetano Scirea – Claudio Gentile, Mauro Bellugi (46. Antonello Cuccureddu), Antonio Cabrini – Romeo Benetti, Renato Zaccarelli, Marco Tardelli – Franco Causio, Paolo Rossi, Roberto Bettega (72. Francesco Graziani) Cheftrainer: Enzo Bearzot | Friedrich Koncilia – Erich Obermayer – Robert Sara , Bruno Pezzey, Heinrich Strasser – Herbert Prohaska, Josef Hickersberger, Eduard Krieger, Wilhelm Kreuz – Walter Schachner (63. Johann Pirkner), Hans Krankl Cheftrainer: Helmut Senekowitsch | Österreich |
| Italien                                                                  | 1:0 Rossi (14.) | | Österreich |
| 2. Gruppenspiel                                                          | | |            |
| Sonntag: 18. Juni 1978 um 16:45 Uhr in Buenos Aires (Estadio Monumental) | | |            |
| Zuschauer: 66.695                                                        | | |            |
| Schiedsrichter: Francis Rion ( Belgien)                                  | | |            |
| Spielbericht                                                             | | |            |

#### Niederlande – Italien 2:1 (0:1)
| Niederlande                                                               | Niederlande | Italien | Italien |
| ------------------------------------------------------------------------- | --- | --- | ------- |
| Niederlande                                                               | \| 3. Gruppenspiel \| \| Mittwoch: 21. Juni 1978 um 13:45 Uhr in Buenos Aires (Estadio Monumental) \| \| Zuschauer: 25.000 \| \| Schiedsrichter: Ángel Franco Martínez ( Spanien) \| \| Spielbericht \|                                                       | \| 3. Gruppenspiel \| \| Mittwoch: 21. Juni 1978 um 13:45 Uhr in Buenos Aires (Estadio Monumental) \| \| Zuschauer: 25.000 \| \| Schiedsrichter: Ángel Franco Martínez ( Spanien) \| \| Spielbericht \|                                                    | Italien |
| Niederlande                                                               | Piet Schrijvers (21. Jan Jongbloed) – Ruud Krol – Ernie Brandts, Jan Poortvliet – Wim Jansen, Johan Neeskens, Arie Haan, Willy van de Kerkhof –René van de Kerkhof, Johnny Rep (65. Adrie van Kraay), Rob Rensenbrink Cheftrainer: Ernst Happel ( Österreich) | Dino Zoff – Gaetano Scirea – Antonello Cuccureddu, Claudio Gentile, Antonio Cabrini – Romeo Benetti (77. Francesco Graziani), Renato Zaccarelli, Marco Tardelli – Franco Causio (46. Claudio Sala), Paolo Rossi, Roberto Bettega Cheftrainer: Enzo Bearzot | Italien |
| Niederlande                                                               | 1:1 Brandts (50.) 2:1 Haan (75.) | 0:1 Brandts (18., Eigentor) | Italien |
| Niederlande                                                               | Rep (35.), Haan (50.) | Benetti (40.), Cabrini (65.), Tardelli (70.) | Italien |
| 3. Gruppenspiel                                                           | | |         |
| Mittwoch: 21. Juni 1978 um 13:45 Uhr in Buenos Aires (Estadio Monumental) | | |         |
| Zuschauer: 25.000                                                         | | |         |
| Schiedsrichter: Ángel Franco Martínez ( Spanien)                          | | |         |
| Spielbericht                                                              | | |         |

Italien musste das letzte Gruppenspiel unbedingt gewinnen und bis zur 50. Min. stand Italien im Finale. Nach der 1:2-Niederlage gegen die Niederlande spielte Italien im Spiel um den dritten Platz gegen Brasilien.

### Spiel um den dritten Platz

#### Brasilien – Italien 2:1 (0:1)
| Brasilien                                                                | Brasilien | Italien | Italien |
| ------------------------------------------------------------------------ | --- | --- | ------- |
| Brasilien                                                                | \| Samstag: 24. Juni 1978 um 15:00 Uhr in Buenos Aires (Estadio Monumental) \| \| Zuschauer: 69.659 \| \| Schiedsrichter: Abraham Klein ( Israel) \| \| Spielbericht \|                                         | \| Samstag: 24. Juni 1978 um 15:00 Uhr in Buenos Aires (Estadio Monumental) \| \| Zuschauer: 69.659 \| \| Schiedsrichter: Abraham Klein ( Israel) \| \| Spielbericht \|                                                           | Italien |
| Brasilien                                                                | Émerson Leão – Oscar – Nelinho, Amaral, José Rodrigues Neto – Toninho Cerezo (64. Roberto Rivelino), Batista, Jorge Pinto Mendonça, Dirceu – Gil (46. Reinaldo), Roberto Dinamite Cheftrainer: Cláudio Coutinho | Dino Zoff – Gaetano Scirea – Antonello Cuccureddu, Claudio Gentile, Antonio Cabrini – Patrizio Sala, Giancarlo Antognoni (78. Claudio Sala), Aldo Maldera – Franco Causio, Paolo Rossi, Roberto Bettega Cheftrainer: Enzo Bearzot | Italien |
| Brasilien                                                                | 1:1 Nelinho (64.) 2:1 Dirceu (72.) | 0:1 Causio (38.) | Italien |
| Brasilien                                                                | Nelinho (35.), Batista (44.) | Gentile (72.) | Italien |
| Samstag: 24. Juni 1978 um 15:00 Uhr in Buenos Aires (Estadio Monumental) | | |         |
| Zuschauer: 69.659                                                        | | |         |
| Schiedsrichter: Abraham Klein ( Israel)                                  | | |         |
| Spielbericht                                                             | | |         |